# Vintila Antonescu
Vintila Antonescu, Pseudonym Anto (geboren vor 1919; gestorben nach 1925) war ein insbesondere in den 1920er Jahren im deutschsprachigen Raum tätiger Gebrauchsgrafiker und Plakatkünstler. Er schuf unter anderem Titelblätter für Notendrucke.

## Werk
Antos Illustrationen für Notendrucke zeichnen sich durch „eine gewisse Originalität und auch Witz“ aus, wobei seine Bilder eher der Karikatur zuneigen. Die Typographie seiner Titelblätter variiert nur wenig mit zumeist „rundgesetzten, schnell hingezeichneten Schriftzügen“, während die blässliche Farbgebung seiner Blätter beinahe aufgesetzt, „wie koloriert“ wirkt. Anto gehörte auch zu den erfolgreichsten
Illustratoren Motive für Brennabor gestalteten. 1917 zeichnete er für Richard Oswald den Kurzfilm "Hulda, die verloren gegangene Dame".

## Bekannte Werke (Auswahl)

### Titelblätter für Notendrucke
- „Der Knalleffekt“ / Wenn Du nicht kannst, lass mich mal ...", mit Text von Fritz Grünbaum und Musik von Theo A. Körner. Edition Karl Brüll, Berlin 1923[3]
- Wenn Buddha träumt, 1924,[3] für die Musik von Nacio Herb Brown und Texte von Arthur Rebner und Richard Rillo[5]

### Filmplakate
- Poster für den Stummfilm Zwei Menschen von und mit Fern Andra, 1919[6]
- Die närrische Fabrik, 1919 unter der Regie von Harry Piel (Oberleitung von Joe May (Julius Otto Mandl)) mit Heinrich Schroth als Hauptdarsteller produzierter Kinofilm über die Produktion künstlicher Diamanten[1]
- Plakat zu dem in den USA 1925 produzierten Film Goldrausch mit Charlie Chaplin[2]